# Pär Ericsson
Kjell Pär Oskar Ericsson, talvolta indicato Eriksson (Karlstad, 21 luglio 1988), è un ex calciatore svedese, di ruolo attaccante.

## Carriera
Ericsson è nato a Karlstad ma è cresciuto a Deje, sempre nella provincia del Värmland.
Per la stagione 2009, dopo alcuni anni al Carlstad United e un breve prestito al Degerfors, ha scelto di firmare per il GAIS nonostante il club fosse in trattativa con l'Örgryte, squadra che secondo alcuni organi di stampa avrebbe offerto più soldi per il cartellino.
Un anno più tardi ha cambiato maglia rimanendo però a Göteborg, passando dalla sponda GAIS a quella dell'IFK Göteborg. Qui gioca il campionato 2010 e l'inizio di quello 2011, prima di essere girato in prestito al Mjällby in un passaggio temporaneo rinnovato anche nelle stagioni seguenti.
Dal gennaio 2014 diventa ufficialmente un giocatore del Mons, club belga che lo ha firmato a parametro zero. La parentesi in Belgio è stata piuttosto breve, tanto da tornare in Svezia, al Kalmar, già nella successiva finestra estiva di mercato. Nel corso del campionato 2015 è stato ceduto in prestito dal Kalmar all'Örebro. Rientrato al Kalmar, si svincola nel giugno 2016.
A luglio firma con lo Jönköpings Södra fino al 2018, partendo perlopiù come riserva. Il 16 gennaio 2017, i norvegesi del Kongsvinger ne annunciano l'ingaggio, con il giocatore che si accorda per un contratto biennale.
Il 30 marzo 2018 fa ritorno in Svezia per giocare nel Karlstad BK, nella quarta serie nazionale. Si ritira a fine stagione.